# Andreas Schneider
Pour les articles homonymes, voir Schneider.
Andreas Schneider est un universitaire américain spécialisé en sociologie, inventeur du e-syllabus.

## Biographie
Andreas Schneider est un universitaire d'origine allemande qui est aujourd'hui rattaché à l'Université de Texas Tech, il étudie la sociologie, l'anthropologie et les institutions sociales.
Il fait notamment partie des chercheurs qui enseignent au Teaching, Learning and Technology Center (T.L.T.C), un centre de recherche qui s'intéresse aux applications et implications des nouvelles technologies dans l'enseignement et l'apprentissage.
En 1998, il entre dans le comité de rédaction du E.J.S. (Electronic Journal of Sociology), un journal de sociologie en ligne dont il est aujourd'hui un des rédacteurs.
En 2004, il est nommé conseiller de projet pour la collection et la conservation des ressources en ligne pour le Kinsey Institute for Research in Sex, Gender, and Reproduction.
Fort de son expérience de l'édition électronique, Andreas Schneider a créé en 2007 sa propre maison d’édition électronique : SocioThought.
Pour l'année 2007, il enseignera aussi l'édition électronique à l'Université de Paris X - Nanterre au pôle des Métiers du Livre de Saint-Cloud.

## E Syllabus
En 1994, Andreas Scnheider invente la méthode du Programme en Ligne ou E-syllabus (pour electronic syllabus ), une méthode d'enseignement qui vise à proposer le contenu des cours en ligne avec accès libre pour les étudiants, ce qui permet d'accroitre le taux de participation par une attention soutenue car libérée de la contrainte de la prise de notes et rend plus dynamique le déroulement des cours.
Cette méthode assure aussi une pérennité au cours et se pose en garantie d'une incompréhension potentielle d'un cours.
Cette technique est aujourd'hui utilisé par beaucoup d'enseignants aux États-Unis et en Australie.

## Publications
- 2011.  « Symbolic Interactionism: From Gestalt to Cybernetics ,” Chapter 11 In Theories in Social Psychology, p. 250-279 Derek Chadee, Oxford: Wiley-Blackwell.
- 2010. "Im Rhythmus der Peitsche." Social Psychology Quarterly Global. 15 pages.
- 2009. Ce-que les féministes pourraient apprendre de l’homme moderne. Lubbock, TX: SocioThought.
- 2009. "The Rhythm of the Whip." Social Psychology Quarterly. 72,4: 285-289.
- Smith, Herman W. and Andreas Schneider. 2009. "Critiquing Models of Emotions." Sociological Methods & Research 37: 560-589.
- 2007 “Masculinity as a Reproduction of Traditionalism, Feminist Reaction, and Egalitarianism.” Chapter 7 in Reconstructing Postmodernism: Critical Debates. Powell, Jason and Tim Owen (eds). New York: Nova Science Publishers.
- 2007.  The New Man: Overcoming the Dark Ages of Traditionalism and its Feminist Reaction. Texas: SocioThought.
- Shuuichrou Ike, Herman W. Smith and Andreas Schneider. 2007. “An Analytic Frame of Affective Meanings Using Affect Control Theory.“  Journal of Natural Language Processing 14 (3):99-115 (in Japanese)
- 2007. Politically Correct Stereotyping: The Case of Texans. International Journal of Contemporary Sociology.
- 2005. “A Model of Sexual Constraint and Sexual Emancipation.” Sociological Perspectives 48,2:255-270.
- avec Alden E. Roberts. 2005. “Classification and the Relations of Meaning.” Quality & Quantity 38,5:547-557.
- avec Rafalovich, Adam 2005. “Song Lyrics in Contemporary Metal Music as Counter-hegemonic Discourse: An Exploration of Three Themes.” Free Inquiry in Creative Sociology 33,2:131-142.
- 2004. “The Ideal Type of Authority in the United States and Germany.” Sociological Perspectives 47,3: 313-327.
- 2003. “Discussing Privacy and Sexual Shame Cross-Culturally.” Free Inquiry in Creative Sociology. 31,2:195-201.
- 2002. "Probing Unknown Cultures". Electronic Journal of Sociology 6, 3.
- 2002. "Computer Simulation of Behavior Prescriptions in Multi-cultural Corporations." Organization Studies 23: 105-131.
- 2002.  “A Possible Link Between Stigmatization of Sexual-Erotic Identities and Sexual Violence”. Sexuality & Culture 6,4.
- avec Wayne McKim. 2003. “Stigmatization Among Probationers.”  Journal of Offender Rehabilitation 38: 19-31.
- avec Mike Sosteric. 2001. “Seven Years of Electronic Publishing: The Electronic Journal of Sociology.”  Footnotes September/October 6:14.
- 2000. "Deviant Advocate Groups". The Encyclopedia of Criminology and Deviant Behavior. English/American Publishing House, Taylor & Francis.
- 1999. "The Violent Character of Sexual-Eroticism in Cross-cultural Comparison." International Journal of Sociology and Social Policy l8:81-100.
- 1999. "Emergent Clusters of Denotative Meaning." Electronic Journal of Sociology: 4, 2.
- 1998. "Sociology: The Internet as an Extended Sociology Classroom." Social Science Computer Review 16:53-57.
- 1996. Sexual-Erotic Emotions in the U.S. in Cross-cultural Comparison. International Journal of Sociology and Social Policy 16:123-143.
- 1999. "US Neo-Conservatism: Cohort and Cross-Cultural Perspective."  International Journal of Sociology and Social Policy 19:56-86.
- avec David R. Heise. 1995. Simulating Symbolic Interaction. Journal of Mathematical Sociology 20: 271-287.

## Sources et Liens
- Page web d'Andreas Schneider
- site web du T.L.T.C